# Az NHL-csapatok egymást követő rájátszásba jutás szerinti listája

## Aktív bejutási lista
Ez a lista a jelenleg élő egymást követő bejutási lista.
| Csapat               | Az utolsó kihagyott rájátszás | Hányadik egymás utáni bejutás | Stanley-kupa-győzelem              |
| -------------------- | ----------------------------- | ----------------------------- | ---------------------------------- |
| Pittsburgh Penguins  | 2005–2006                     | 16 szezon                     | 3: 2008–2009, 2015–2016, 2016–2017 |
| Nashville Predators  | 2013–2014                     | 6 szezon                      |                                    |
| Washington Capitals  | 2013–2014                     | 7 szezon                      | 1: 2017–2018                       |
| Boston Bruins        | 2015–2016                     | 5 szezon                      |                                    |
| Toronto Maple Leafs  | 2015–2016                     | 5 szezon                      |                                    |
| Colorado Avalanche   | 2016–2017                     | 5 szezon                      |                                    |
| Tampa Bay Lightning  | 2016–2017                     | 4 szezon                      | 1: 2019–2020                       |
| Vegas Golden Knights | 2016–2017                     | 4 szezon                      |                                    |
| Winnipeg Jets        | 2016–2017                     | 4 szezon                      |                                    |
| Carolina Hurricanes  | 2017–2018                     | 3 szezon                      |                                    |
| Florida Panthers     | 2018–2019                     | 3 szezon                      |                                    |
| Dallas Stars         | 2017–2018                     | 2 szezon                      |                                    |
| St. Louis Blues      | 2017–2018                     | 2 szezon                      | 1: 2018–2019                       |
| Edmonton Oilers      | 2018–2019                     | 2 szezon                      |                                    |
| Minnesota Wild       | 2018–2019                     | 2 szezon                      |                                    |

## Minden idők listája
| Csapat                                | Szezonok   | Bejutási sorozat              | Stanley-kupa-győzelem                                                                                            |
| ------------------------------------- | ---------- | ----------------------------- | --- |
| Boston Bruins                         | 29 szezon  | 1967–1968 és 1995–1996 között | 2: 1969–1970, 1971–1972                                                                                          |
| Chicago Blackhawks                    | 28 szezon  | 1969–1970 és 1996–1997 között | Nem nyertek |
| St. Louis Blues                       | 25 szezon  | 1979–1980 és 2003–2004 között | Nem nyertek |
| Detroit Red Wings                     | 25 szezon  | 1990–1991 és 2015–2016 között | 4: 1996–1997, 1997–1998, 2001–2002, 2007–2008                                                                    |
| Montréal Canadiens                    | 24 szezon  | 1970–1971 és 1993–1994 között | 8: 1970–1971, 1972–1973, 1975–1976, 1976–1977, 1977–1978, 1978–1979, 1985–1986, 1992–1993                        |
| Montréal Canadiens                    | 21 szezon  | 1948–1949 és 1968–1969 között | 10: 1952–1953, 1955–1956, 1956–1957, 1957–1958, 1958–1959, 1959–1960, 1964–1965, 1965–1966, 1967–1968, 1968–1969 |
| Detroit Red Wings                     | 20 szezon  | 1938–1939 és 1957–1958 között | 5: 1942–1943, 1949–1950, 1951–1952, 1953–1954, 1954–1955                                                         |
| Philadelphia Flyers                   | 17 szezon  | 1972–1973 és 1988–1989 között | 2: 1973–1974, 1974–1975                                                                                          |
| Atlanta Flames / Calgary Flames       | 16 szezon1 | 1975–1976 és 1990–1991 között | 1: 1988–1989 |
| Pittsburgh Penguins                   | 16 szezon  | 2006–2007 – jelenleg          | 3: 2008–2009, 2015–2016, 2016–2017                                                                               |
| Toronto Maple Leafs                   | 15 szezon  | 1930–1931 és 1944–1945 között | 3: 1931–1932, 1941–1942, 1944–1945                                                                               |
| New York Islanders                    | 14 szezon  | 1974–1975 és 1987–1988 között | 4: 1979–1980, 1980–1981, 1981–1982, 1983–1983                                                                    |
| New Jersey Devils                     | 13 szezon  | 1996–1997 és 2009–2010 között | 2: 1999–2000, 2002–2003                                                                                          |
| Pittsburgh Penguins                   | 12 szezon  | 1990–1991 és 2000–2001 között | 2: 1990–1991, 1991–1992                                                                                          |
| Québec Nordiques / Colorado Avalanche | 11 szezon2 | 1994–1995 és 2005–2006 között | 2: 1995–1996, 2000–2001                                                                                          |
| Philadelphia Flyers                   | 11 szezon  | 1994–1995 és 2005–2006 között | Nem nyertek |
| Ottawa Senators                       | 11 szezon  | 1996–1997 és 2007–2008 között | Nem nyertek |
| Chicago Black Hawks                   | 10 szezon  | 1958–1959 és 1967–1968 között | 1: 1960–1961 |
| New York Rangers                      | 10 szezon  | 1977–1978 és 1986–1987 között | Nem nyertek |
| San Jose Sharks                       | 10 szezon  | 2003–2004 és 2013–2014 között | Nem nyertek |

1 5 szezon, mint Atlanta Flames (1975–1976 - 1979–1980) + 11 szezon, mint Calgary Flames (1980–1981 és 1990–1991 között)
2 1 szezon, mint Québec Nordiques (1994–1995) + 10 szezon, mint Colorado Avalanche (1995–1996 és 2005–2006 között)

## Rájátszásban sorozatok nyerése
(legalább egy sorozat nyerése egymást követő rájátszásba jutás során)
| Csapat              | Rájátszás győzelmi sorozat | Egymás utáni rájátszás sorozat | Stanley-kupa-győzelem a sorozat során                                |
| ------------------- | -------------------------- | ------------------------------ | -------------------------------------------------------------------- |
| Montréal Canadiens  | 10 szezon                  | 1950–1951 és 1959–1960 között  | 6 : 1952–1953, 1955–1956, 1956–1957, 1957–1958, 1958–1959, 1959–1960 |
| Montréal Canadiens  | 10 szezon                  | 1983–1984 és 1992–1993 között  | 2 : 1985–1986, 1992–1993                                             |
| Philadelphia Flyers | 9 szezon                   | 1972–1973 és 1980–1981 között  | 2 : 1973–1974, 1974–1975                                             |
| New York Islanders  | 7 szezon                   | 1978–1979 és 1984–1985 között  | 4 : 1979–1980, 1980–1981, 1981–1982, 1982–1983                       |
| Chicago Black Hawks | 6 szezon                   | 1969–1970 és 1974–1975 között  | Nem nyertek                                                          |
| Montréal Canadiens  | 6 szezon                   | 1974–1975 és 1979–1980 között  | 4 : 1975–1976, 1976–1977, 1977–1978, 1978–1979                       |
| Edmonton Oilers     | 6 szezon                   | 1982–1983 és 1987–1988 között  | 4 : 1983–1984, 1984–1985, 1986–1987, 1987–1988                       |
| Detroit Red Wings   | 6 szezon                   | 1994–1995 és 1999–2000 között  | 2 : 1996–1997, 1997–1998                                             |
| Montréal Canadiens  | 5 szezon                   | 1964–1965 és 1968–1969 között  | 4 : 1964–1965, 1965–1966, 1967–1968, 1968–1969                       |
| Toronto Maple Leafs | 5 szezon                   | 1974–1975 és 1978–1979 között  | Nem nyertek                                                          |
| Boston Bruins       | 5 szezon                   | 1975–1976 és 1979–1980 között  | Nem nyertek                                                          |
| New York Rangers    | 5 szezon                   | 1978–1979és 1982–1983 között   | Nem nyertek                                                          |
| Boston Bruins       | 5 szezon                   | 1987–1988 és 1991–1992 között  | Nem nyertek                                                          |
| Detroit Red Wings   | 5 szezon                   | 2006–2007 és 2010–2011 között  | 1 : 2007–2008                                                        |

## Egymás után a legtöbb Stanley-kupa döntőbe bejutás
| Csapat              | Stanley-kupa döntőbe jutás száma | Időben számítva               | Stanley-kupa-győzelem a sorozat alatt                                |
| ------------------- | -------------------------------- | ----------------------------- | -------------------------------------------------------------------- |
| Montréal Canadiens  | 10 szezon                        | 1950–1951 és 1959–1960 között | 6 : 1952–1953, 1955–1956, 1956–1957, 1957–1958, 1958–1959, 1959–1960 |
| Montréal Canadiens  | 5 szezon                         | 1964–1965 és 1968–1969 között | 4 : 1964–1965, 1965–1966, 1967–1968, 1968–1969                       |
| New York Islanders  | 5 szezon                         | 1979–1980 és 1983–1984 között | 4 : 1979–1980, 1980–1981, 1981–1982, 1982–1983                       |
| Montréal Canadiens  | 4 szezon                         | 1975–1976 és 1978–1979 között | 4 : 1975–1976, 1976–1977, 1977–1978, 1978–1979                       |
| Toronto Maple Leafs | 3 szezon                         | 1937–1938 és 1939–1940 között | Nem nyertek                                                          |
| Detroit Red Wings   | 3 szezon                         | 1940–1941 és 1942–1943 között | 1 : 1942–1943                                                        |
| Toronto Maple Leafs | 3 szezon                         | 1946–1947 és 1948–1949 között | 3 : 1946–1947, 1947–1948, 1948–1949                                  |
| Detroit Red Wings   | 3 szezon                         | 1947–1948 és 1949–1950 között | 1 : 1949–1950                                                        |
| Detroit Red Wings   | 3 szezon                         | 1953–1954 és 1955–1956 között | 2 : 1953–1954, 1954–1955                                             |
| Toronto Maple Leafs | 3 szezon                         | 1961–1962 és 1963–1964 között | 3 : 1961–1962, 1962–1963, 1963–1964                                  |
| St. Louis Blues     | 3 szezon                         | 1967–1968 és 1969–1970 között | Nem nyertek                                                          |
| Philadelphia Flyers | 3 szezon                         | 1973–1974 és 1975–1976 között | 2 : 1973–1974, 1974–1975                                             |
| Edmonton Oilers     | 3 szezon                         | 1982–1983 és 1984–1985 között | 2 : 1983–1984, 1984–1985                                             |

## Egymás után a legtöbb Stanley-kupa-győzelem
| Csapat              | Stanley-kupa-győzelmi sorozat | Stanley-kupa-győzelem a sorozat során |
| ------------------- | ----------------------------- | ------------------------------------- |
| Montréal Canadiens  | 5 szezon                      | 1955–1956 és 1959–1960 között         |
| Montréal Canadiens  | 4 szezon                      | 1975–1976 és 1978–1979 között         |
| New York Islanders  | 4 szezon                      | 1979–1980 és 1982–1983 között         |
| Toronto Maple Leafs | 3 szezon                      | 1946–1947 és 1948–1949 között         |
| Toronto Maple Leafs | 3 szezon                      | 1961–1962 és 1963–1964 között         |
| Ottawa Senators1    | 2 szezon                      | 1919–1920 és 1920–1921 között         |
| Montréal Canadiens  | 2 szezon                      | 1929–1930 és 1930–1931 között         |
| Detroit Red Wings   | 2 szezon                      | 1935–1936 és 1936–1937 között         |
| Detroit Red Wings   | 2 szezon                      | 1953–1954 és 1954–1955 között         |
| Montréal Canadiens  | 2 szezon                      | 1964–1965 és 1965–1966 között         |
| Montréal Canadiens  | 2 szezon                      | 1967–1968 és 1968–1969 között         |
| Philadelphia Flyers | 2 szezon                      | 1973–1974 és 1974–1975 között         |
| Edmonton Oilers     | 2 szezon                      | 1983–1984 és 1984–1985 között         |
| Edmonton Oilers     | 2 szezon                      | 1986–1987 és 1987–1988 között         |
| Pittsburgh Penguins | 2 szezon                      | 1990–1991 és 1991–1992 között         |
| Detroit Red Wings   | 2 szezon                      | 1996–1997 és 1997–1998 között         |
| Pittsburgh Penguins | 2 szezon                      | 2015–2016 és 2016–2017 között         |

1 Nincs közük a jelenlegi ottawai csapathoz. Ez a csapat az eredeti Senators, ami az 1934–1935-ös NHL-szezon után megszűnt, miután egy évet még játszottak St. Louis-ban St. Louis Eagles néven.